# Jacek Gołaczyński
Jacek Jan Gołaczyński (ur. 9 lutego 1966 w Lubaniu) – polski prawnik specjalizujący się w prawie cywilnym, profesor nauk prawnych, nauczyciel akademicki, w latach 2012–2013 podsekretarz stanu w Ministerstwie Sprawiedliwości.

## Życiorys
Ukończył studia na Wydziale Prawa i Administracji Uniwersytetu Wrocławskiego (1990). Na tej samej uczelni uzyskał stopień naukowy doktora (1996 na podstawie pracy Przewłaszczenie na zabezpieczenie napisanej pod kierunkiem Edwarda Gniewka) i stopień doktora habilitowanego (2003). W 2004 został profesorem nadzwyczajnym na UWr, a w 2009 otrzymał tytuł profesora nauk prawnych. Zawodowo związany z Uniwersytetem Wrocławskim, gdzie został m.in. kierownikiem Centrum Badań Problemów Prawnych i Ekonomicznych Komunikacji Elektronicznej na Wydziale Prawa, Administracji i Ekonomii. Jako sędzia orzekał m.in. w Sądzie Okręgowym we Wrocławiu, następnie w Sądzie Apelacyjnym w tym mieście. Jest autorem i współautorem publikacji naukowych z zakresu m.in. prawa prywatnego międzynarodowego i umów elektronicznych, a także współautorem komentarza do kodeksu postępowania cywilnego.
Był kierownikiem projektów naukowych dotyczących informatyzacji podmiotów publicznych, a także kierownikiem zespołu ministerialnego, który opracował założenia projektów aktów prawnych wdrażających elektroniczne postępowanie upominawcze. Został też członkiem Komisji Kodyfikacyjnej Prawa Cywilnego oraz koordynatorem krajowym ds. koordynacji wdrożeń systemów informatycznych w sądach powszechnych.
3 lutego 2012 objął stanowisko podsekretarza stanu w Ministerstwie Sprawiedliwości. Z funkcji tej został odwołany przez premiera z dniem 30 września 2013. Jednocześnie minister sprawiedliwości Marek Biernacki ustanowił go pełnomocnikiem – koordynatorem krajowym do spraw wdrożeń systemów teleinformatycznych w sądach powszechnych. Powrócił do pracy w zawodzie sędziego.